# Selat (Selat)
Selat is een bestuurslaag in het regentschap Karangasem van de provincie Bali, Indonesië. Selat telt 2388 inwoners (volkstelling 2010).